# Памятник участникам январского вооружённого восстания 1918 года

Барельеф 1927 года

Памятник участникам январского вооруженного восстания 1918 года — монумент в Киеве, установленный над братской могилой участников Январского вооруженного восстания 1918 года за установление Советской власти против Центральной рады Украинской Народной Республики (УНР), начавшееся на заводе «Арсенал». Памятник демонтировали 23 декабря 2023.
Открыт 21 декабря 1967 в центре Мариинского парка. Авторы — скульпторы В. П. Винайкин, В. В. Климов, архитектор В. Г. Гнездилов.
Размеры: цоколь — 0,4 м, постамент высотой 2,5 м, скульптура высотой 4 м.
Бронзовая фигура рабочего с развевающимся флагом в поднятой правой руке, обращена в сторону ул. М. Грушевского, установлена на четырехгранном постаменте из чёрного лабрадорита. На блоке, выступающем из массива постамента, аннотационная надпись: «Вечная слава участникам Январского вооруженного восстания 1918 г. в Киеве, погибшим в борьбе за власть Советов». На левом торце постамента вмонтирована бронзовая плита с барельефом, перенесенная с памятника 1927 года.
Памятник стилистически соответствует реалистическому направлению с идеологически пропагандистской заангажированностью образной структуры, распространенном в искусстве 1920—1930-х гг., которое опиралось на принципы объективно-документальной фиксации реальных событий. Образ рабочего с флагом, как типичное явление нового времени, вошёл в образно-композиционные принципы соц. реалистического искусства от начала его становления, как элемент агитационно-массового искусства пролетарской культуры. С тех пор этот образ стал символом идеи революции, которая, по марксистско-ленинской доктрине, не прекращается, а продолжается в бесспорном проявлении пролетарской диктатуры. Этот образ широко разрабатывался в монументальном и станковом искусстве до середины 1980-х гг. Таким образом, памятник принадлежит к традиционной в советское время монументально-пластической концепции. Он сохраняет ренессансную схему «скульптура-постамент», однако вместо аффектационной кульминации движений, аккумулирует эмоционально сдержанную энергию образа в статическую, в определенной степени, театрально-репрезентативную фронтальную композицию плакатного характера с одной лишь максимально полной точкой восприятия — анфас. Обобщенность пластического моделирования с сохранением анатомической заостренности форм акцентируется документально конкретной цитатностью элементов композиционно-пространственной и идейно-образной структуры памятника, в частности, графикой складок флага, портретным психологизмом дидактико-декларативного плана, характерностью жестов, позы персонажа. Художественная ценность памятника обусловлена его историко-художественными качествами в контексте общей эволюции украинского искусства советской эпохи.
9 декабря 2013 года над памятником был совершен акт вандализма — «неизвестные» облили его красной краской и сделали надпись «Герою УПА».